# Julie Giroux

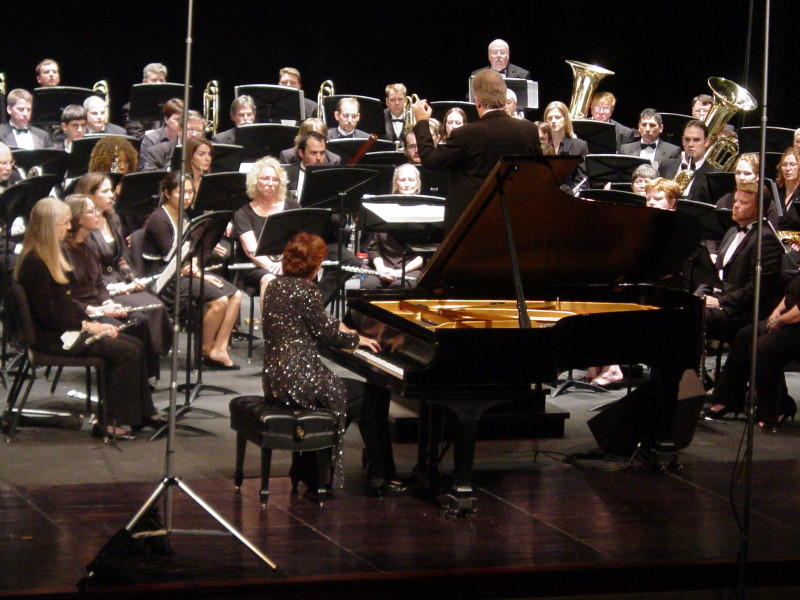
Julie Giroux am Klavier (2009)

Julie Ann Giroux-West (* 12. Dezember 1961 in Fairhaven, Massachusetts) ist eine US-amerikanische Komponistin und Arrangeurin. Für die Orchestrierung der Oscarverleihungen wurde sie zweimal mit dem Emmy ausgezeichnet.

## Leben und Werk
Julie Giroux erlernte als Kind das Klavierspiel und begann im Alter von acht Jahren zu komponieren; mit 13 Jahren schuf sie ihr erstes Blasorchesterwerk. Später studierte sie an der Louisiana State University Horn; danach ging sie nach Los Angeles, wo sie bei Bill Conti Kompositionsunterricht nahm. Seit 1984 arbeitete Giroux auch als Komponistin und Arrangeurin für Film- und Fernsehmusik, häufig mit Conti zusammen. Zwischen 1985 und 1999 wirkte sie zehnmal als Orchestratorin der Oscarverleihungen mit; 1991 und 1992 wurde sie dafür mit dem Emmy für Outstanding Individual Achievement in Music Direction ausgezeichnet., 1990 war sie dafür nominiert. Damit war sie die erste Frau und die jüngste Preisträgerin in dieser Kategorie. Außerdem war sie als Arrangeurin unter anderem für Céline Dion, Madonna, Little Richard und Michael Jackson tätig.
Bereits während ihrer Studienzeit veröffentlichte Giroux ihr erstes Werk für Blasorchester, Mystery on Mena Mountain. Seit 1998 beschäftigt sie sich wieder intensiver mit der Komposition von Blasorchesterwerken. 2010 wurde Giroux zum Mitglied der American Bandmasters Association ernannt. Daneben schuf sie auch Stücke für Sinfonieorchester und kammermusikalische Werke sowie zahlreiche Arrangements für Blasorchester.
2021 wurde bei der Amtseinführung von Joe Biden während des Auftritts von Kamala Harris Giroux’ Integrity March aus der 3. Sinfonie aufgeführt; es war das erste Mal, dass bei dieser Zeremonie Musik einer weiblichen Komponistin verwendet wurde.

## Kompositionen für Blasorchester (Auswahl)
- 1985 Mystery on Mena Mountain
- 1986 Prisoner of the Ring
- 1987 Ouachita
- 1991 The Necromancer
- 2007 No Finer Calling
- 2013 Riften Wed[9]
- 2016 Hymn for the Innocent
- 2016 The Hearthstone
- 2017 In My Father’s Eyes für Solo-Violoncello, Frauenstimmen und Blasorchester
- Allegro non molto für Flöte und Blasorchester
- Black Prairie
- Chorale and Invention
- Fort McHenry, Suite für Blasorchester
- To Walk with Wings

### Sinfonien
- 2000 Sinfonie Nr. 1 Culloden[10]
  1. Heilan Lochs, Bairns & Heather
  2. I Hae Grat for Tho' I Kend
  3. We Toomed Our Stoops for the Gaudy Sodgers
- 2006 Sinfonie Nr. 2 A Symphony of Fables[11]
  1. The Lion and the Mouse
  2. The Pied Piper of Hamelin
  3. The Hare and the Tortoise
  4. The Ugly Duckling
  5. The Tree Billy Goats Gruff
- 2007 Sinfonie Nr. 3 No Finer Calling[12]
  1. Integrity March & Fanfare
  2. Far From Home
  3. No Finer Calling
- 2013 Sinfonie Nr. 4 Bookmarks from Japan[13]
  1. Fuji-san – “Mt. Fuji”
  2. Nihonbashi – “Bridge Market”
  3. The Great Wave off Kanagawa “The Life of One Wave”
  4. Kinryu-zan Sensoji “Thunder Gate”
  5. Evening Snow at Kambara “Light is the Touch”
  6. Hakone – “Drifting”
- 2018 Sinfonie Nr. 5 Elements
  1. Sun in C
  2. Rain in D♭
  3. Wind in E♭
- 2022 Sinfonie Nr. 6 The Blue Marble
  1. The Blue Marble
  2. Voices in Green
  3. Let There be Life

## Filmografie
- 1985–1987: Fackeln im Sturm (North and South) – Komponistin und Orchestratorin
- 1986: Die Horror-Party (April Fool’s Day) – Orchestratorin
- 1986: Karate Kid II – Entscheidung in Okinawa (The Karate Kid Part II) – Orchestratorin
- 1987: Masters of the Universe – Orchestratorin
- 1987: Nachrichtenfieber – Broadcast News (Broadcast News) – Orchestratorin
- 1989: Blaze – Eine gefährliche Liebe (Blaze) – Orchestratorin
- 2000: Maybe Baby – Orchestratorin

## Aufnahmen (Auswahl)
- Julie Giroux Presents Concert Band Christmas Gone Crazy (2011, Mark Masters, MCD 9417), University of Texas At El Paso Symphonic Winds, Ron Hufstader (Dirigent).
- Three Fates Project (2012, Varèse Sarabande, 302 067 165 Z), The Keith Emerson Band, Münchner Rundfunkorchester, Terje Mikkelsen (Dirigent), Julie A. Giroux (Orchestration).
- Jingle Them Bells (2012, Klavier Music Productions, K 77043), UNT Symphonic Band, Dennis Fisher (Dirigent).
- Departures (2015, Klavier Music Productions, K 11204), U.S. Air Force Band, Larry H. Lang (Dirigent).
- American Voices (2016, Klavier Music Productions, K 11210), U.S. Air Force Band, Larry H. Lang (Dirigent).